# NGC 5642
NGC 5642 ist eine Elliptische Galaxie vom Hubble-Typ E4 im Sternbild Bärenhüter und etwa 196 Millionen Lichtjahre von der Milchstraße entfernt. 
Sie bildet mit PGC 51748 eine gravitationell gebundene Doppelgalaxie und wurde am 16. Mai 1784 von Wilhelm Herschel mit einem 18,7-Zoll-Spiegelteleskop entdeckt, der sie dabei mit „Two small stars with suspected nebulosity. Almost verified with 240 power“ beschrieb.